# Koh Gabriel Kameda

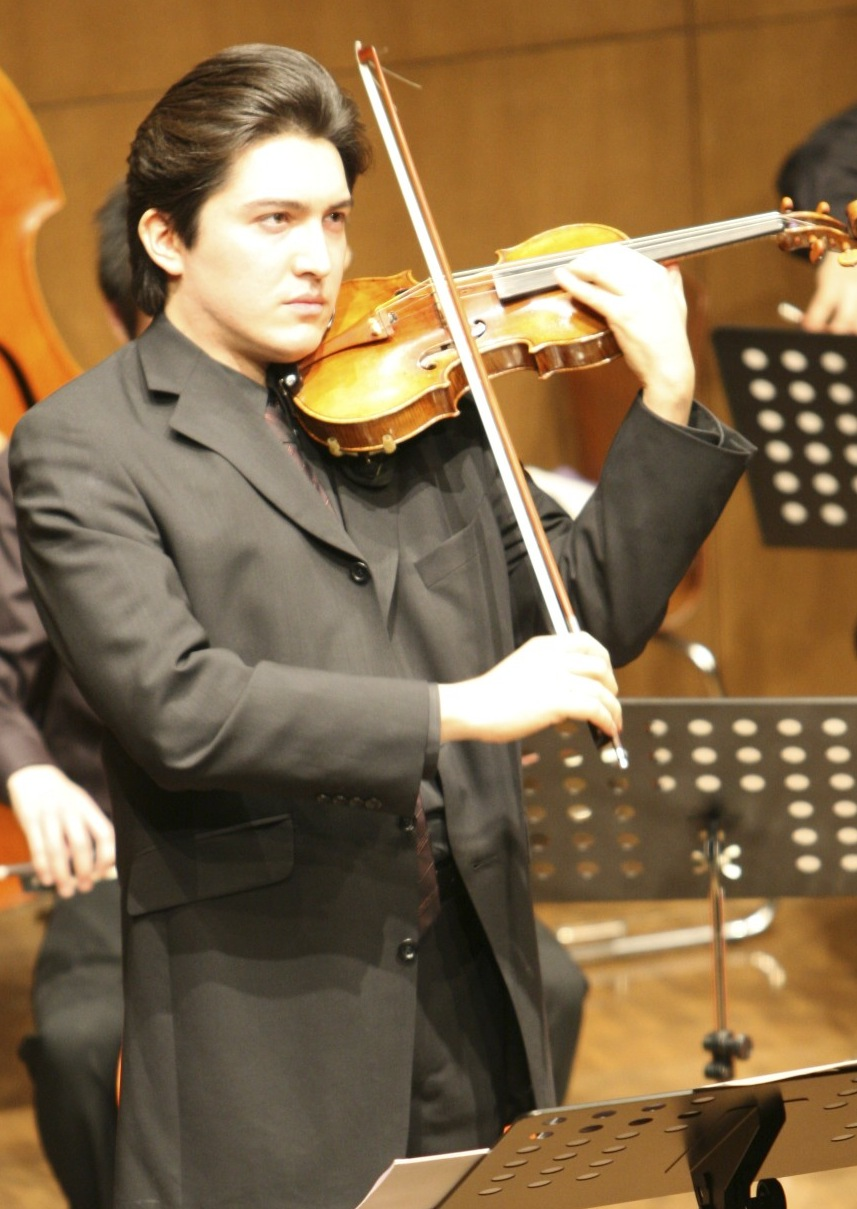
Koh Gabriel Kameda

Koh Gabriel Kameda (japanisch: 亀 田光) (* 14. Januar 1975 in Freiburg im Breisgau) ist ein deutsch-japanischer Geiger und Violinpädagoge.

## Kindheit
Kameda wurde in Freiburg in eine Arztfamilie hineingeboren. Er begann im Alter von fünf Jahren Geige zu spielen. Seine erste Auszeichnung wurde ihm im Alter von acht Jahren verliehen. Kurz danach begann er, bei Josef Rissin in Karlsruhe studieren.

## Karriere
Kameda war im Jahr 1997 der erste Sieger des Internationalen Violin-Wettbewerbs Henryk Szeryng. Nachdem er ihn hatte spielen hören, erklärte Yehudi Menuhin begeistert, dass er von seinen Leistungen „sehr beeindruckt“ sei und James Galway verkündete, er sei „einer der bemerkenswertesten Spieler seiner Generation“. 1990 belegte er beim Eurovision Young Musicians den zweiten Platz.
1993 lud der Geiger und Dirigent Pinchas Zukerman Kameda ein, mit ihm in New York an der Manhattan School of Music zusammenzuarbeiten.
Er gewann viele nationale und internationale Auszeichnungen. Er nahm am 2. Eurovision Young Musicians im Auftrag der Bundesrepublik Deutschland teil.
2010 wurde er erstmals zum Professor an der Hochschule für Musik Detmold berufen, zum Herbst 2018 wechselte er an die Musikhochschule der Universität Münster und besetzt damit die vakante Stelle des jüngst emeritierten Prof. Helge Slaatto neu.

## Instrumente
Kameda spielt auf einer Violine von Antonio Stradivari aus dem Jahr 1727 und auf einer Violine von David Tecchler aus dem Jahr 1715.